# 회색조
사진술, 컴퓨팅, 그리고 표색계에서 회색조 또는 그레이스케일(grayscale, greyscale) 디지털 영상은 각 화소의 값이 빛의 양을 나타내는 하나의 샘플인 이미지를 가리키며, 광도의 정보만을 전달한다. 이러한 종류의 이미지는 흑백 또는 단색화로도 알려져 있으며 회색 음영으로 이루어져 있어서 가장 여린 광도의 "검정"부터 가장 센 광도의 "백색"에 이르기까지 다양하다.
회색조 이미지는 1비트 투톤의 흑백 이미지와는 구분되며 컴퓨터 이미징에서 볼 때 이미지는 검은색과 흰색의 두 색만을 가지고 있다(bilevel또는 이진 이미지라고도 불린다). 회색조 이미지는 그 사이의 많은 회색 음영을 가지고 있다.
회색조 이미지는 진동수(또는 파장)의 특정한 가중 조합에 따라 각 픽셀에서 측정되는 빛의 세기의 결과이고 그런 경우에 한 주파수(실제로는 좁은 주파수 영역)만이 포착되었을 때 단색이 적합하다. 주파수는 이론적으로 전자기 스펙트럼의 어디에든 있을 수 있다(예를 들어, 적외선, 가시광선, 자외선, 등.).

## 다중 채널의 색 이미지의 단일 채널로서의 그레이스케일
RGB색 채널을 그레이스케일로 변환한 사진은 다음과 같다.

## 색상을 회색조로 변환

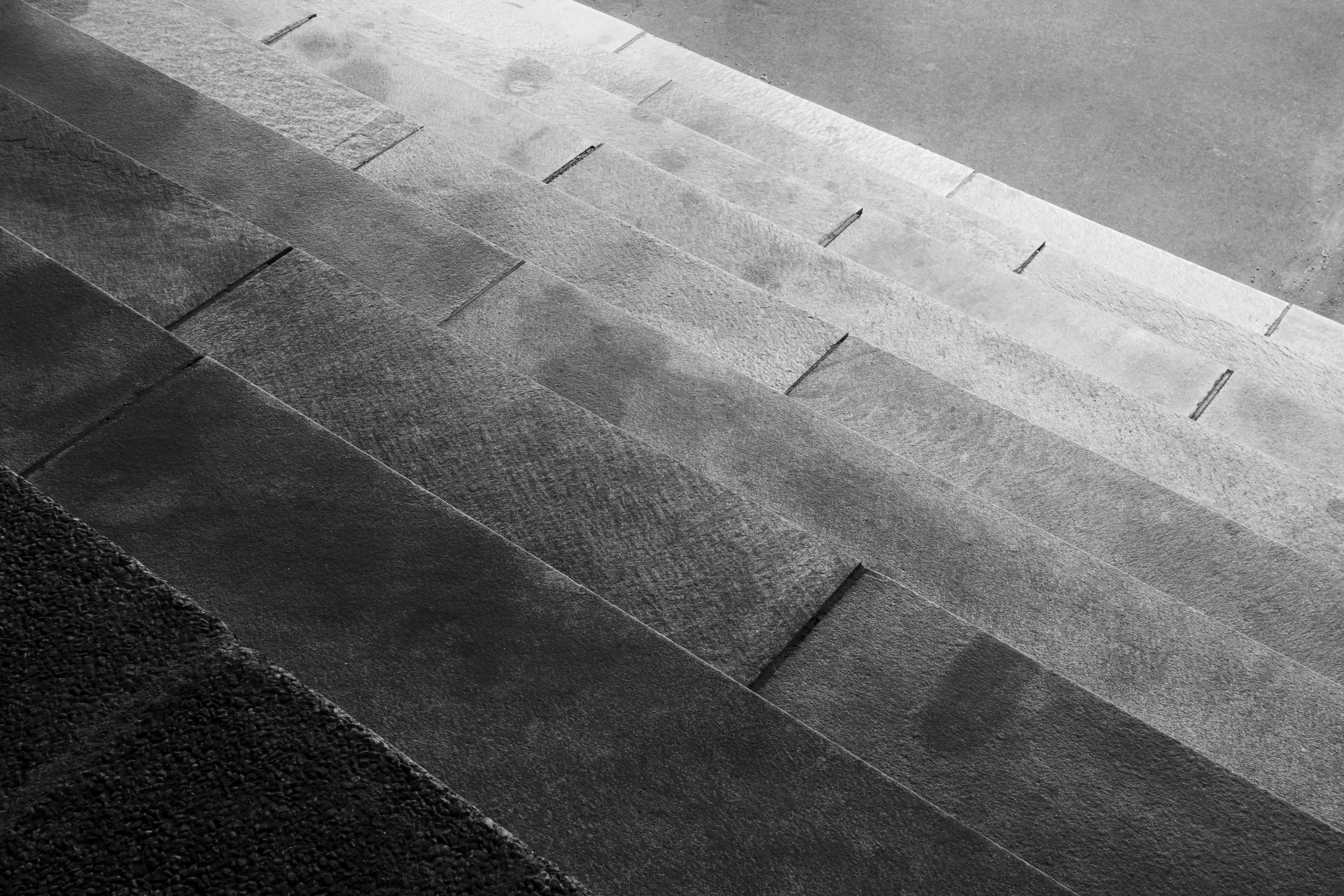
회색조로 변환된 컬러 사진

임의의 색상 이미지를 회색조로 변환하는 것은 전반적으로 독특한 것이 아니다. 색상 채널의 다른 가중치는 카메라에서 다른 색상의 사진 필터를 사용하여 흑백 필름을 촬영하는 효과를 효과적으로 나타낸다.

### 비색법(지각 휘도 보존) 회색조 변환
회색조 값(대상 회색조에서의 색 공간)을 계산하기 위한 일반적인 전략은 광도 측정법 또는 더 넓게는 색상 측정법의 이론을 사용하여 원본 색상 이미지(색 공간에 따라)와 동일한 휘도(기술적으로는 상대 휘도)를 갖도록 하는 것이다. 이 방법은, 주어진 이미지의 어느 영역 또는 동일한 백색점에서 칸델라 매 제곱미터의 SI 단위로 계측기에 의해 측정될 수 있으므로 동일한 (상대) 휘도를 갖게할 뿐만 아니라 또한 두 이미지가 동일한 절대 휘도로 표출되는 것을 보장한다. 휘도 자체는 인간 시각의 표준 모델을 사용하여 정의되므로, 회색조에서의 휘도 보존은 선형 휘도 Y (CIE 1931 XYZ 색 공간) 자체에 의해 결정되는 L* (1976 CIE Lab 색 공간) 과 같은 다른 지각 광도 측정 또한 유지한다. 앞에서의 선형 휘도 Y 는 모호성을 피하기 위해 Ylinear 로 나타낼 것이다.
전형적인 감마 보정 (비선형) RGB 색상 모델을 기반으로한 색 공간을 휘도의 회색조 표현으로 변환하기 위해선, 이미지를 선형 RGB 색 공간으로 변환할 수 있게 감마 확장(선형화)을 통해 감마 보정 함수를 반드시 먼저 제거해야한다. 그러면 선형 색상 컴포넌트({\displaystyle R_{\mathrm {linear} },G_{\mathrm {linear} },B_{\mathrm {linear} }})에 적절한 가중합을 적용하여 선형 휘도 Ylinear를 계산할 수 있고, 이 값은 회색조 결과가 전형적인 비선형 색 공간으로 인코딩 및 저장되어야 할 경우 다시 감마 보정될 수 있다.
일반적인 sRGB 색 공간에 대해, 감마 확장은 다음과 같이 정의된다.
{\displaystyle C_{\mathrm {linear} }={\begin{cases}{\frac {C_{\mathrm {srgb} }}{12.92}},&{\text{if }}C_{\mathrm {srgb} }\leq 0.04045\\\left({\frac {C_{\mathrm {srgb} }+0.055}{1.055}}\right)^{2.4},&{\text{otherwise}}\end{cases}}}
Csrgb 는 세 개의 감마 보정 sRGB 주요 값(Rsrgb, Gsrgb, Bsrgb, 각각의 범위는 [0,1])을 나타내며 Clinear 는 선형 강도 값(Rlinear, Glinear, Blinear, 범위는 마찬가지로 [0,1])에 해당한다. 그 다음, 선형 휘도는 세 개의 선형 강도 값의 가중 합으로써 계산된다. sRGB 색 공간은 CIE 1931 색 공간 선형 휘도관점에서 정의되며, 다음에 의해 주어진다.
{\displaystyle Y_{\mathrm {linear} }=0.2126R_{\mathrm {linear} }+0.7152G_{\mathrm {linear} }+0.0722B_{\mathrm {linear} }}.
이 세 개의 특정 계수는 sRGB의 정의에서 사용되는 정확한 Rec. 709 부가 원색(색도)의 빛에 대한 일반적인 삼색자 인간의 강도 (휘도) 인식을 나타낸다. 인간 시각은 초록에 가장 민감하므로 가장 큰 계수 값(0.7152)를 가지며, 파랑에 가장 덜 민감하므로 가장 작은 계수(0.0722)를 갖는다. 회색조 강도를 선형 RGB로 인코딩하려면 세 가지 색 컴포넌트 각각을 계산된 선형 휘도 {\displaystyle Y_{\mathrm {linear} }} 와 동일하게 설정하면 된다({\displaystyle R_{\mathrm {linear} },G_{\mathrm {linear} },B_{\mathrm {linear} }} 값을  {\displaystyle Y_{\mathrm {linear} },Y_{\mathrm {linear} },Y_{\mathrm {linear} }} 값으로 대체). 그 후, 전형적인 비선형 표현으로 돌아가기 위해 감마 보정이 필요할 수 있다. sRGB에 대해서는 세 개의 주요 값은 각각 다음과 같은 감마 확장의 역으로 주어진 동일한 감마 보정 Ysrgb으로 설정한다.
{\displaystyle Y_{\mathrm {srgb} }={\begin{cases}12.92\ Y_{\mathrm {linear} },&{\text{if }}Y_{\mathrm {linear} }\leq 0.0031308\\1.055\ Y_{\mathrm {linear} }^{1/2.4}-0.055,&{\text{otherwise}}\end{cases}}}
그러면 sRGB 컴포넌트들은 동일해지기 때문에, 실제로 회색 이미지(색이 아님)를 나타내며, 이러한 값들은 한 번만 저장하면 되며 이것을 결과 회색조 이미지라고 한다. 이는 JPEG 또는 PNG와 같은 단일 채널 회색조 표현을 지원하는 sRGB 호환 이미지 포맷이 저장되는 일반적인 방식이다. sRGB 이미지를 인식하는 웹 브라우저와 여러 소프트웨어는 세 가지 색상 채널 모두에서 동일한 값을 갖는 "색" sRGB 회색조 이미지를 위한 동일한 렌더링을 생성해야 한다.

## 같이 보기
- 그레이스케일 표준 디스플레이 함수
- 모노크롬
- 흑백